# Varinnus
Varinnus est un chef berbère qui participe aux guerres de l’Empire byzantin contre des tribus berbères en Afrique. En 548, lui et ses hommes sont attaqués par l'officier Liberatus près d'Iunci et forcés à fuir. Il est fait prisonnier et est emmenés à Jean Troglita pour être interrogé. Après avoir révélé les plans et la stratégie de Carcasan, il est exécuté avec ses partisans. D'après Corippe, il est d'origine Nasamon.